# オスマン3世
オスマン3世（Osman III, またはオスマーヌ・サリス、Osmân-ı Salis, 1699年1月2日 - 1757年10月30日）は、オスマン帝国の第25代皇帝（在位：1754年 - 1757年）。父は第22代ムスタファ2世、母はセルビア系。マフムト1世の弟。

## 生涯

### 即位前
オスマンは1699年にエディルネでムスタファ2世とセルビア人のシェブスヴァル・スルタンとの間に生まれた。1703年に父が退位させられるとオスマンは兄弟と共にイスタンブールのシムシルリクに住むこととなった。1705年には兄のマフムトと弟のハサンらと密かに割礼をうけた。この頃のオスマンはまだ比較的自由に過ごせており、1712年にはアフメト3世の旅行にオスマンはついていった。
1730年にパトロナハリルの乱で兄のマフムト1世が即位した後、弟のハサンはアマスィヤの知事に、いとこのメフメトはマニサの知事になったにもかかわらずこの頃のオスマンの動向は知られていない。そのためカフェスに幽閉されたと思われる。

### 即位
1754年に兄の死去により帝位を継ぐ。オスマン3世は即位の6日後に母のシェフスヴァル・スルタンをトプカプ宮殿に呼び戻し、その翌日には即位式をした。しかし、在位期間がわずか3年のため目立った事績はない。治世中、大宰相が6回、イスラム長老が2回も交代しており、その理由は賄賂、スルタンへの虚偽の報告、火事の責任、民衆からの苦情であった。また、オスマン3世の幽閉中に彼の世話をした宦官のアフメト・アガが宮廷で権力を振るった。
3人の夫人（側室）の名前が伝わるが、女嫌いで子が出来なかった。女嫌いのあまり、その姿を見ないために宮中で鉄製の靴を履いており、皇帝の勘気に触れることを恐れた女達はその靴音を聞くや逃げ失せたといわれている。また音楽嫌いで、彼の治世中は宮中での音曲一切が禁止されていたという。
オスマン3世はアフメト3世の時代のチューリップ時代や、その後継で兄のマフムト1世の時代に流行した派手な文化、もしくは都市文化に対してさまざまな対抗措置を取った。
- 婦女は流行の服装で出歩かないこと
- 市場に行って仕事をする時は遊びまわらないこと
- 君主の金曜礼拝を見物しないこと
- 大宰相以外の者が馬に装飾してはいけないこと
- 非ムスリムは決められた服装以外を着ないこと

などであった。しかしこれらの綱紀粛正は大して効果はなく、理由として18世紀初頭から続いた経済成長と大量消費社会の定着などがあった。
1755年、オスマン3世は大宰相のヘキムオウル・アリ・パシャにいとこのシェフザーデ・メフメト (アフメト3世の皇子)を殺害するように命じた。しかしアリ・パシャはこれを拒否したため実行されなかった。結局アリ・パシャは解任されたが、1756年に大宰相になったキョセ・バヒル・ムスタファ・パシャに命じてメフメトを殺害した。
治世中に災害が頻発しており、1755年1月にはボスフォラス海峡が凍結して人々は歩いてわたるほどであった。帝都イスタンブールで大火が4回もあり最初は1754年12月で、マフムトパシャ地区で大火が18時間続いた。つぎの大火は1755年7月に港で起きて15時間続き、9月にも大火が40時間続いてイスタンブールのいくつもの地区が壊滅した。最後の大火は1756年7月におき、2日にわたって続いた。結局イスタンブールの中心部は完全に破壊された。この頃からキリスト教徒やユダヤ教徒など異教徒に対する寛容さが失われていった時代であった。

### 建築
兄が着工したヌルオスマニイェ・モスクは彼の治世に竣工した。

### 崩御
1757年にオスマン3世は胃の痛みで金曜礼拝を急遽中止した2日後に崩御した。遺体はヌルオスマニェ・モスクでなく、トゥルハン・ヴァリデ・モスクに埋葬された。これは新たに即位したムスタファ3世の叡慮（皇帝の意向）とも言われる。